# Sour Milk Gill (Easdale Beck)
Der Sour Milk Gill ist ein kleiner Fluss im Lake District, Cumbria, England. Der Sourmilk Gill entsteht als Abfluss des Easedale Tarn und fließt in östlicher Richtung. Bei seinem Zusammentreffen mit dem Far Easedale Gill entsteht der Easedale Beck.